# Estación Rosario (FCRPB)
Rosario era una estación ferroviaria que se ubicaba en el Departamento Rosario, Provincia de Santa Fe, Argentina.

## Historia
Su construcción finalizó en 1910 a cargo del Ferrocarril Rosario a Puerto Belgrano. Desde 1971 allí funciona la ciudad universitaria de la Universidad Nacional de Rosario, conocida como La Siberia.